# Sinophorus prismatis
Sinophorus prismatis är en stekelart som beskrevs av Sanborne 1984. Sinophorus prismatis ingår i släktet Sinophorus och familjen brokparasitsteklar. Inga underarter finns listade i Catalogue of Life.